# Арнолд фон Берг
Арнолд фон Берг-Алтена (на немски: Arnold von Berg-Altena; † 15 декември 1190, Акра) е от 1173 г. епископ на Оснабрюк.

## Биография
Той е син на граф Адолф II фон Берг († 1170) и втората му съпруга Ирмгард фон Шварценбург, племенница на Фридрих I фон Шварценбург, архиепископът на Кьолн (1100 – 1131), дъщеря на граф Енгелберт фон Шварценбург († сл. 1125). Племенник е по баща на Бруно II († 1137), архиепископ на Кьолн. Братята му са архиепископите на Кьолн Фридрих II фон Берг и Бруно III фон Берг. Чичо е на архиепископ Енгелберт I фон Кьолн († 1225).
Арнолд помага на Хоенщауфените против Хайнрих Лъв. Той основава Виденбрюк.
Той участва при император Фридрих Барбароса в Третия кръстоносен поход и умира от болест през 1190 г. при Обсадата на Акра.